# Тарјеј Бе
Тарјеј Бе (норв. Tarjei Bø; Лилехамер, 29. јул 1988) норвешки је биатлонац.
Са Светских првенстава за јуниоре има једну златну, три сребрне и две бронзане медаље.
На Олимпијским играма дебитује у Ванкуверу 2010. Као део Норвешке мушке штафете осваја златну медаљу. У појединачној трци на 20 км заузео је двадесет прво место.
Светко првенству 2011. било је врло успешно за њега. У појединачном, штафети и мешовитој штафети дошао је до злата, а у спринту и потери до бронзе. У масовном старту био је четврти. Наредне године у Руполдингу 2012. освојио је злато са мушком штафетом, а најбољи пласман у појединачним дисциплинама био му је седмо место у потери. Светско злато у масовном старту освојио је 2013, као и злата са мушком и мешовитом штафетом. На Олимпијским играма у Сочију 2014. није успео да дође до медаље. Медаљи је најближе био са мушком штафетом која је заузела четврто место, у појединачном је био двадесет шести, у потери двадесет седми, а у спринту тридесет девети.
На Светском првенству 2015. освојио је чак пет медаља, сребро са мушком штафетом и бронзе у спринту, потери, масовном старту и мешовитој штафети. 2016. је дошао до новог злата са мушком штафетом, а са мешовитом је био бронзани. У масовном старту заузео је шесто место. На Светском првенству 2017. осмо место је освојио са мушком штафетом, а девето у потери.
На Олимпијским играма у Пјонгчану 2018. до сребра је дошао са мушком штафетом, у потери је био четврти, у масовном старту осми, а у појединачном и спринту тринаести.
Победник је светског купа у сезони 2010–11.
Његов млађи брат је биатлонац Јоханес Тингнес Бе.